# Helorus anomalipes
Helorus anomalipes is een vliesvleugelig insect uit de familie van de Heloridae. De wetenschappelijke naam van de soort is voor het eerst geldig gepubliceerd in 1798 door Panzer.